# Palacio del Marqués de Casa Riera
El palacio del marqués de Casa Riera fue un edificio situado en la ciudad española de Madrid.

## Descripción

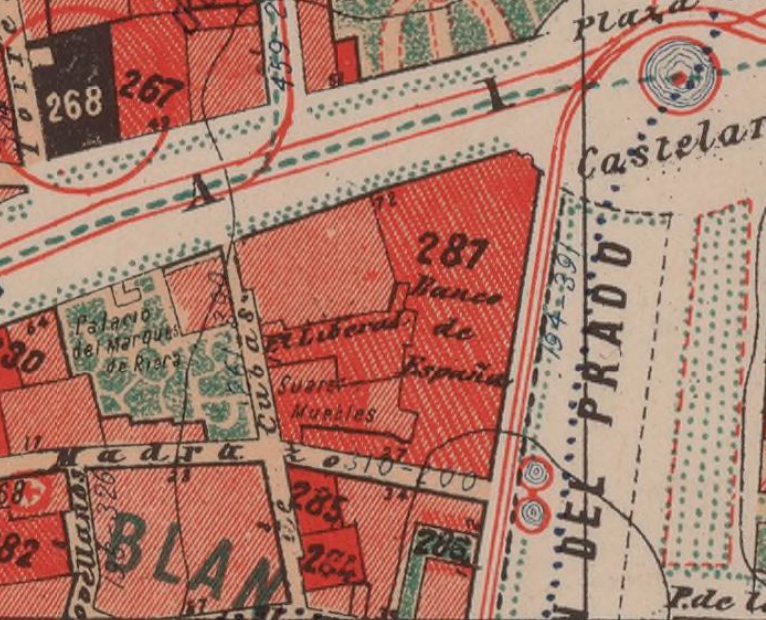
Calle del Turco, manzana del Banco de España y palacio del Marqués de Casa Riera (1900)

Se ubicaba en el antiguo número 64 de la calle Alcalá. Se encontraba en la parte más ancha de la calle y su planta formaba un paralelogramo rectángulo, constando cada una de sus cuatro fachadas de tres pisos que se hallaban en todas ellas en un mismo plano horizontal, sirviendo de ingreso al edificio un espacioso jardín, que ocupaba el solar del antiguo convento de las Baronesas.
 Separaba este jardín de la calle de Alcalá una portada con tres ingresos, adornados de pilastras que estaban ejecutadas de «mala materia» y prometían muy corta duración en 1850.
La edificación data de comienzos del siglo XIX. Fue construido como dote para la duquesa de Abrantes, por cuya circunstancia era designada con el nombre de «la casa de los alfileres». En el edificio nuevo vivieron los marqueses de Ariza, el embajador de Rusia, príncipe Tatischef, y el célebre provisionista del ejército francés y gran financiero Mr. Ouvrard, en 1823 y 1824, en cuyo tiempo se celebraron en sus salones magníficos saraos y festines, hasta que lo adquirió en 1836 el marqués de Casa Riera, que invirtió en su decoración grandes sumas. La extensión de la casa y los jardines era considerable, disponiendo además enfrente, en la calle del Turco, de otra vivienda grande para cocheras y oficios, con la que se comunicaba por una galería subterránea.

## Segundo palacio

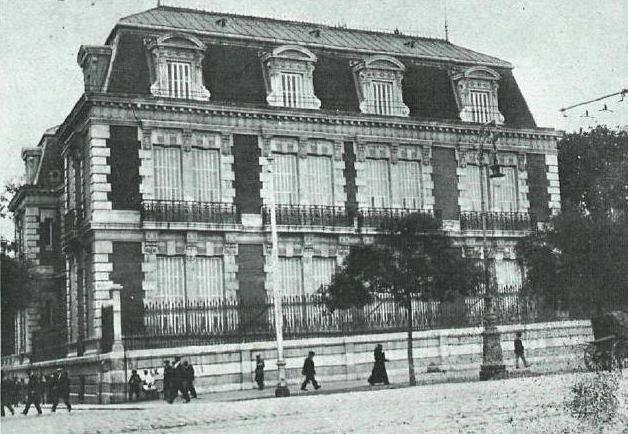
Segundo Palacio del Marqués de Casa Riera (c. 1915).

En 1892 Alejandro de Mora y Riera, II marqués de Casa Riera derribó el palacio y encargó otro a Isaac Rodríguez Avial  En parte del jardía se construyó la sede del Círculo de Bellas Artes de Antonio Palacios en 1917 y el resto fue demolido hacia 1930.